# Bawang (Blado)
Bawang is een bestuurslaag in het regentschap Batang van de provincie Midden-Java, Indonesië. Bawang telt 1733 inwoners (volkstelling 2010).